# NGC 1607
NGC 1607 ist eine linsenförmige Galaxie vom Hubble-Typ S0/a im Sternbild Eridanus am Südsternhimmel. Sie ist schätzungsweise 182 Millionen Lichtjahre von der Milchstraße entfernt und hat einen Durchmesser von etwa 55.000 Lichtjahren.
Im selben Himmelsareal befinden sich u. a. die Galaxien NGC 1599, NGC 1609, NGC 1611, NGC 1613.
Das Objekt wurde am 14. Dezember 1881 von Édouard Stephan entdeckt.